# Schacke
Der/die Schacke ist ein Bach oder Graben in der Niederlausitz, der namensgebend von Schacksdorf durch Finsterwalde und Heideland und Bad Erna bis nach Lindena fließt und dort in die Kleine Elster mündet.